# Benningen
Benningen este o comună din landul Bavaria, Germania.